# 서동진
서동진(徐東辰, 1900년 1월 16일 ~ 1969년 12월 15일)은 일제강점기의 서양화가 (수채화)이며 대한민국의 정치인이다. 제3·5대 국회의원을 지냈다.

## 학력
- 휘문고등보통학교졸업

## 경력
- 대구계성중학교 교사
- 대구대륜고등학교 교사
- 경북청년회 회장
- 경북원호회,경북후생회 회장
- 대구금융조합 감사
- 영남일보사취체역
- 전국문화단체총연합회 경북도위원장
- 민주국민당 경북도당 최고위원
- 민주당 대구시 갑구당 위원장
- 경북체육회 이사

## 역대 선거 결과
|  | 18.75% |

|  | 41.30% |

|  | 38.78% |

|  | 73.79% |